# Стандартна доза алкоголю

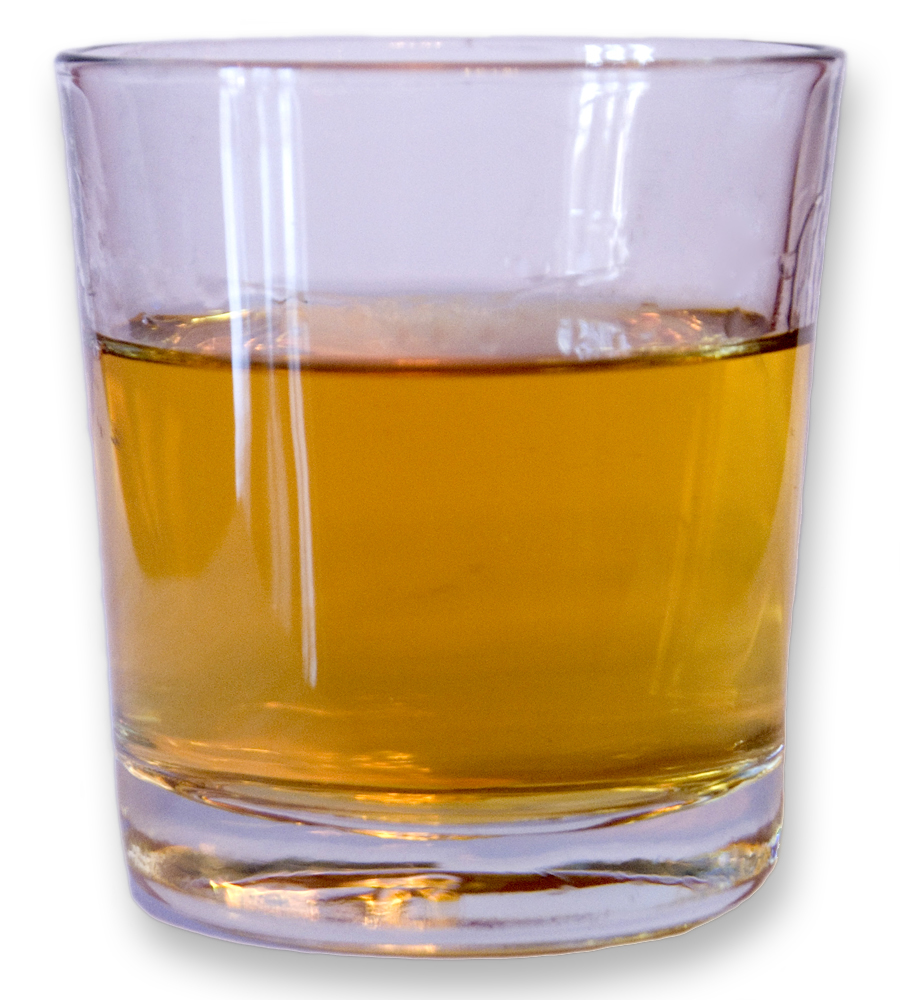
"Стандартна доза алкоголю" не обов'язково відповідає типовій порції, як на цьому фото

Стандартна доза алкоголю (англ. Standard drink — стандартний напій) — порція алкогольного напою, яка умовно містить певну кількість чистого алкоголю. Вміст алкоголю варіюється в різних сортів пива, вина і дистильованих алкогольних напоїв, тому в багатьох країнах стандартна доза алкоголю використовується для оцінки кількості алкоголю в напої. Вживається як зручна міра для пива, вина або парфумів. Один стандартний напій завжди містить ту ж саму кількість алкоголю — незалежно від розмірів посуду або типу алкогольного напою.

## Загальні положення
Термін «стандартний напій» спочатку був призначений для застосування «стандарту» міцності алкогольних напоїв.
З точки зору суспільної охорони здоров'я, поняття «стандартна доза алкоголю» було введене як один із засобів консультування громадськості про безпечні дози алкоголю для запобігання потенційної шкоди здоров'ю від вживання алкоголю. З тих пір «стандартний напій» був одним з центральних елементів у деяких кампаніях алкогольної освіти, переважно в англомовних країнах, і використовується як практичний спосіб здійснення урядових рекомендацій та керівних принципів по вживанню алкоголю. «Безпечна» і «низького ризику» кількість стандартних доз ґрунтується головним чином на існуючих медичних доказах про довгострокову шкоду, пов'язану з різним рівнем пиття і була задумана як інструмент, щоб допомогти громадськості у запобіганні потенційної шкоди здоров'ю.

## Порції
В різних країн своя інтерпретація того, скільки алкоголю містить один стандартний напій, тому стандартна доза алкоголю істотно різниться від країни до країни — від 7,62 мл (6 г) алкоголю в Австрії до 25 мл (19,75 г) у Японії.
Значення однієї стандартної дози алкоголю не обов'язково відображає характерну для країни порцію. У Великій Британії замість стандартної дози алкоголю використовуються одиниці алкоголю. Наприклад, типова порція — пінта елю міцністю 5% містить 2,8 одиниць алкоголю.

## Рівні стандартних доз алкоголю в різних країнах
Кількість алкоголю (чистого етанолу) установлюють в грамах і мілілітрах.
Кількість стандартних доз алкоголю, що містяться в 500 мл пива з 5% алкоголю для порівняння по різних країнах:
| Країна          | Вага    | Об'єм   | в 500 мл пива |
| --------------- | ------- | ------- | ------------- |
| Австралія       | 10 г    | 12.7 мл | 2.0 ст. доз   |
| Австрія         | 6 г     | 7.62 мл | 3.2 ст. доз   |
| Канада          | 13.5 г  | 17.1 мл | 1.5 ст. доз   |
| Данія           | 12 г    | 15.2 мл | 1.6 ст. доз   |
| Фінляндія       | 12 г    | 15.2 мл | 1.6 ст. доз   |
| Франція         | 12 г    | 15.2 мл | 1.6 ст. доз   |
| Угорщина        | 17 г    | 21.5 мл | 1.2 ст. доз   |
| Ісландія        | 9.5 г   | 12 мл   | 2.1 ст. доз   |
| Ірландія        | 10 г    | 12.7 мл | 2.0 ст. доз   |
| Італія          | 10 г    | 12.7 мл | 2.0 ст. доз   |
| Японія          | 19.75 г | 25 мл   | 1.0 ст. доз   |
| Голландія       | 9.9 г   | 12.5 мл | 2.0 ст. доз   |
| Нова Зеландія   | 10 г    | 12.7 мл | 2.0 ст. доз   |
| Польща          | 10 г    | 12.7 мл | 2.0 ст. доз   |
| Португалія      | 14 г    | 17.7 мл | 1.4 ст. доз   |
| Іспанія         | 10 г    | 12.7 m  | 2.0 ст. доз   |
| Велика Британія | 7.9 г   | 10 мл   | 2.5 ст. доз   |
| США             | 14 г    | 17.7 мл | 1.4 ст. доз   |